# Ritratto di Francesco Gonzaga
Il Ritratto di Francesco Gonzaga è un dipinto tempera su tavola (25×18 cm) di Andrea Mantegna, databile tra il 1460 e il 1462 circa e conservato nel Museo nazionale di Capodimonte a Napoli.

## Storia
Nella prima menzione che si fa della tavola questa viene segnalata entro la collezione di Fulvio Orsini, bibliotecario di casa Farnese, come ritratto «d'un cardinale Gonzaga» ascritto a Giovanni Bellini. Dal 1644 al 1653 è invece catalogata nelle raccolte farnesiane del palazzo romano come ritratto di un «giovanetto con berrettino rosso vestito di rosso», dove oltre a non vedere più l'assegnazione all'esecutore dell'opera, si perde quindi l'identificazione del soggetto raffigurato.
Il piccolo ritratto non fu tra quelli che seguirono la collezione Farnese da Roma a Parma. Pertanto risale solo al 1760 il suo trasferimento nelle raccolte borboniche di Napoli, durante l'epoca di Ferdinando IV di Borbone, che completò il trasferimento avviato da re Carlo III di Spagna, il quale essendo primo figlio maschio di Elisabetta Farnese, ultima discendente della famiglia, ereditò l'intero catalogo d'arte e trasferì già a partire dal 1734 l'intera raccolta dalle città di Roma, Parma e Piacenza alla capitale partenopea.
In occasione del trasferimento a Napoli della tavola, l'assegnazione dell'opera ritornò a Giovanni Bellini. Solo intorno al Novecento, con Gustavo Frizzoni, fu proposta l'assegnazione ad Andrea Mantegna, e l'identificazione del ritratto con Francesco Gonzaga, figlio secondogenito del marchese di Mantova Ludovico III Gonzaga, eletto cardinale a diciassette anni da Pio II poco dopo il Concilio di Mantova. Il motivo di questa assegnazione, che ha trovato pressoché unanime consenso anche nella critica successiva, derivò dalla relazione che si è posta in essere tra il ritratto napoletano e quello allo stesso Francesco Gonzaga presente nella camera degli Sposi del palazzo Ducale di Mantova. Secondo un'altra parte della critica novecentesca, oggi non più presa in considerazione, il ritratto avrebbe potuto rappresentare invece il vescovo di Mantova Ludovico Gonzaga, anch'egli figlio di Ludovico III e di Barbara di Brandeburgo.
Se effettivamente opera del Mantegna (e non del Bellini, come invece risultava essere assegnata già dall'inventario Orsini), l'effigie diventa una tra le prime opere dipinte dal pittore per la corte mantovana, dove si era trasferito entro il 1460. La datazione intorno al 1461-1462 è deducibile dall'abito indossato da Francesco, in quanto dopo il 1454 fu nominato protonotario apostolico, il 18 dicembre 1641 divenne invece cardinale, mentre intorno alla metà del 1642 risale la sua partenza per Roma, dove avrebbe ricevuto il cappello da cardinale e commemorato la sua nomina.

## Descrizione e stile
Il giovane cardinale è ritratto con l'abito porporato di profilo su uno sfondo scuro. La posa laterale era consueta nell'arte nelle corti italiane del tempo, ed era mutuata dall'effigie umanistica del vir illustris, a sua volta ispirata alla numismatica romana di età imperiale. La raffigurazione di Francesco Gonzaga da un'inquadratura laterale era tuttavia inusuale per il Mantegna, che era invece solito ritrarre i suoi soggetti a tre quarti.
Con notevole sensibilità l'artista fa emergere sotto l'abito ecclesiastico l'aspetto ancora fanciullesco e ingenuo del ragazzo, caratterizzando con naturalezza l'età adolescenziale.